# Hypnum freuchenianum
Hypnum freuchenianum är en bladmossart som beskrevs av Hornschuch 1825. Hypnum freuchenianum ingår i släktet flätmossor, och familjen Hypnaceae. Inga underarter finns listade i Catalogue of Life.